# Braguinha
Carlos Alberto Ferreira Braga (Río de Janeiro, 29 de marzo de 1907 - Río de Janeiro, 24 de diciembre de 2006), más conocido como Braguinha, fue un compositor brasileño.

## Biografía
Nació el 29 de marzo de 1907 en Río de Janeiro, donde él vivió toda su vida. Braga estudió arquitectura en su juventud, y, cuando él comenzó a escribir canciones, adoptó el seudónimo “João de Barro” (el nombre de un pájaro que construye jerarquías elaboradas del fango), pues su padre no aprobaría de ver el nombre de familia asociado al mundo de la samba y de la música popular, entonces en las franjas de la sociedad. 
Braguinha es el más famoso por sus marchinhas de Carnaval (un género de las canciones alegres relacionadas con el ritmo de la marcha militar). Muchos de esos, algunos compuestos desde los años 30, tienen estándares convertidos de la música popular brasileña, siendo cantado por año de los juerguistas después del año durante las celebraciones de Carnaval. Sus marchinhas han sido registrados por algunos de los cantantes más conocidos de Carnaval del vigésimo siglo, tales como Carmen Miranda.
En 1937, Braguinha escribió las líricas a “Carinhoso”, compuestas por Pixinguinha veinte años anterior. La samba-choro sofisticada se convirtió en una de las canciones registradas de la historia musical brasileña. Otra obra clásica querida, el “Pastorinhas lírico”, fue escrita en colaboración con el compositor legendario Noel Rosa de la samba. 
Finalmente, murió la víspera de Navidad, el 24 de diciembre de 2006, con 99 años de edad. La causa oficial de la muerte fue descrita como falta múltiple del órgano causada por una infección general.